# 冗余校验
在通信领域中，冗余校验是消息中附加的用于错误检测与错误校正的数据。
任何一个散列函数都可以用于冗余检校验。最简单的冗余校验，叫作校验和，它包括校验位、校验碼以及纵向冗余校验（LRC，longitudinal redundancy check）。其他类型的冗余校验包括循环冗余校验（CRC，cyclic redundancy check）、水平冗余校验、竖直冗余校验以及密碼雜湊函數。
奇偶校验仅仅是一个错误检测的机制，根据所用奇校验与偶校验的不同可以检查偶数或者奇数的错误。